# ディオロケトゥス
- ディオロケトゥス
- ディオロケトス
- ディオロケタス
- ディオロセタス

ディオロケトゥス（学名：Diorocetus）は、約2043万年前から約1160.8万年前にかけて（新生代新第三紀中新世中葉）の大西洋や太平洋に棲息していた化石クジラ類 (cf.) の1属。鯨偶蹄目ヒゲクジラ亜目ナガスクジラ上科ディオロケトゥス科に分類される。
化石は、アメリカ合衆国東海岸（メリーランド州、バージニア州）、日本、ドイツから発見されている。

## 名称

### 学名
学名の言語的由来については情報を確認できない。ただ、cetus は「クジラ」を意味しており、古典ラテン語で「大型の海洋動物（クジラ、サメなど）」を意味する "cētus（日本語音写例: ケートゥス）" から来ている。

### 和名
"cetus" の読みについて日本語は表記揺れ・言葉の揺らぎが激しく、一つに絞ることはできない。古典ラテン語発音準拠であれば「ケトゥス」であるが、古典ラテン語発音準拠形の日本語転訛形「ケトス」、ラテン語発音と英語発音のちゃんぽん形「ケタス」、そして、英語発音準拠の「セタス」がある。したがって、本属の和名は定義文で示した4種類がある。

## 分類

### 上位分類
ディオロケトゥス科には、ディオロケトゥス属のみが分類されている。同科は、ディオロケトゥス属を収めるための新しい科として、デンマークの古生物学者メッテ・エルストルップ・ステーマン (Mette Elstrup Steeman) によって2007年に提唱された。
- Familia Diorocetidae  Steeman, 2007 [4] ｜ ディオロケトゥス科
  - Genus Diorocetus Kellogg, 1968 ｜ ディオロケトゥス属

### 下位分類
- Genus Diorocetus  Kellogg, 1968 ｜ ディオロケトゥス属

地質年代：20.43 - 11.608 Ma（約2043万年前 - 約1160.8万年前）。
- Diorocetus chichibuensis  Yoshida et al., 2003  ｜ 和名：ディオロケトゥス・キキブエンシス、チチブクジラ

地質年代：20.43 - 13.65 Ma（約2043万年前 - 約1365万年前）。
化石は、日本の埼玉県秩父市、秩父盆地に分布する秩父町層群 (Chichibumachi Group) 奈倉層内の2か所から産出した。最初の発見は1984年（昭和59年）であった。このクジラは、約1700万年前から約1500万年前までの約200万年間に亘ってこの地域に存在していた古秩父湾（こちちぶわん）を泳いでいた。

- Diorocetus hiatus  Kellogg, 1968  ｜ 和名：ディオロケトゥス・ヒアトゥス

タイプ種。
地質年代：15.97 - 13.65 Ma（約1597万年前 - 約1365万年前）。
アメリカ合衆国東海岸にあるチェサピーク層群カルバート層のメリーランド州域の地層およびバージニア州域の地層から産出した。
- Diorocetus shobarensis  Otsuka et Ota, 2008  ｜ 和名：ディオロケトゥス・ショバレンシス、ショウバラクジラ

地質年代：20.43 - 15.97 Ma（約2043万年前 - 約1597万年前）。
化石は広島県庄原市の備北層群（Bihoku Group. 三次市域と庄原市域に分布する中新統）から1982年（昭和57年）8月に発見された。
- ドイツ産出の未同定種

化石は、ドイツのシュレースヴィヒ＝ホルシュタイン州にあるヴィーナーベルガー粘土鉱山 (Tongrube Wienerberger) から産出した。
地質年代は 13.7 - 11.608 Ma（約1370万年前 - 約1160.8万年前）で、サーラバリアン階に属する。したがって、本属の種の中で最も若い時代まで生き延びていたことになる。

## 論文

### 記載論文
- Kellogg, A.R. (1968). “A hitherto unrecognized Calvert cetothere”. Bulletin - United States National Museum (United States National Museum) 247 (6):  133-161. 
  - 記載された属：Diorocetus Kellogg, 1968
  - 記載された種：Diorocetus hiatus Kellogg, 1968
- Yoshida, K.; Kimura, T.; Hasegawa, Y. (2003). “New cetothere (Cetacea: Mysticeti) from the Miocene Chichibumachi Group, Japan”. Bulletin of the Saitama Museum of Natural History (Saitama Museum of Natural History) 20-21:  1-10.
  - 日本語版表題：埼玉県の中部中新統秩父町層群奈倉層産ケトテリウム類の一新種 
  - 記載された種：Diorocetus chichibuensis Yoshida et al., 2003
- Steeman, M.E. (02 August 2007). “Cladistic analysis and a revised classification of fossil and recent mysticetes”. Zoological Journal of the Linnean Society 150 (4):  875-894. doi:10.1111/j.1096-3642.2007.00313.x. 
  - 記載された科：Diorocetidae Steeman, 2007
- Otsuka, H.; Ota, Y. (2008). “Cetotheres from the early Middle Miocene Bihoku Group in Shobara District, Hiroshima Prefecture, West Japan”. Miscellaneous Reports of the Hiwa Museum for Natural History 49 (2):  1-66.
  - 記載された種：Diorocetus shobarensis Otsuka et Ota, 2008
- Hampe, O.; Ritsche, I. (2011). “Bie Bartenwalfauna (Cetacea: Mysticeti: Balaenomorpha) aus dem Luneburgium (Serravallium, Mittelmiozan) von Freetz bei Sittensen (Niedersachsen, Deutschland)” (Deutsche). Zeitschrift für Geologische Wissenschaften (Verlag für Geowissenschaften Berlin) 39 (2):  83-110.
  - 未整理のドイツ産出種

### 他の研究論文
- 木村敏之、長谷川善和、大澤仁、上田隆人、山岡隆信「広島県庄原市の中新統備北層群より産出したヒゲクジラ類化石」『群馬県立自然史博物館研究報告』第14巻、群馬県立自然史博物館、2010年、29-36頁。